# Luci Estaci Murc
Luci Estaci Murc (en llatí Lucius Statius Murcus) va ser un magistrat romà del segle i aC.
Era legat de Juli Cèsar l'any 48 aC i va ser un dels tres comissionats nomenats pel conqueridor per tractar amb els pompeians a Oricum. Murc va ser pretor l'any 45 aC i va rebre Síria com a província el 44 aC on va succeir a Gai Sext Juli Cèsar mort pels seus propis soldats a Apamea a instigació de Quint Cecili Bas.
Amb ajut de Marci Crisp, procònsol de Bitínia, va assetjar a Bas a Apamea i el va obligar a rendir-se però en arribar Cassi Longí, Murc i Crisp se li van sotmetre i des de llavors Murc es va convertir en actiu partidari del partit senatorial o pompeià. Cassi el va nomenar prefecte de la flota.
Va derrotar a Dolabel·la i als rodis a les costes de Cilícia i va bloquejar Laodicea. Després va anar a la costa del Peloponès i a la mar Jònica on va ocupar diverses illes enfront de Brundusium i va impedir per un temps l'embarcament de tropes de Marc Antoni cap a Il·líria i Grècia.
Derrotats els republicans a la batalla de Filipos el 42 aC, Murc va entregar la seva flota a Sext Pompeu que era a Sicília. Els seus serveis prestats als pompeians eren mal vistos per Sext Pompeu, i per una intriga d'ell, Murc va ser assassinat i es va dir que havia estat mort pels seus propis esclaus.